# کوجیرو تامبا
کوجیرو تامبا (انگلیسی: Kojiro Tamba؛ زادهٔ ۱۰ مهٔ ۱۹۱۲ - درگذشت نامشخص) کشتی‌گیر اهل ژاپن بود.